# Fričovce
Fričovce este o comună slovacă, aflată în districtul Prešov din regiunea Prešov. Localitatea se află la altitudinea de 452 m deasupra n.m., se întinde pe o suprafață de 8,57 km2 și în 2017 număra 1.144 de locuitori.

## Istoric
Localitatea Fričovce este atestată documentar din 1320.

## Demografie
| An:                | 1994 | 2004   | 2014   | 2024   |
| ------------------ | ---- | ------ | ------ | ------ |
| Număr de persoane: | 1060 | 1079   | 1116   | 1117   |
| Diferență:         |      | +1,79% | +3,42% | +0,08% |

| An:                | 2023 | 2024   |
| ------------------ | ---- | ------ |
| Număr de persoane: | 1133 | 1117   |
| Diferență:         |      | −1,41% |